# Anfiteatro de San Agustín
El Anfiteatro de San Agustín (en inglés: St. Augustine Amphitheatre) es un lugar para conciertos al aire libre y otras grandes reuniones en la A1A en San Agustín, Florida, al sur de Estados Unidos. El anfiteatro cuenta con una capacidad para 3.493 personas, y es administrado por el departamento de Parques y Recreación del Condado de St. Johns.
El anfiteatro fue construido en 1965 para conmemorar el 400 aniversario de la fundación de San Agustín. La tierra fue originalmente parte del Parque estatal Anastasia (Anastasia State Park). El anfiteatro en sí fue construido en una de las antiguas canteras utilizadas para suministrar materiales de construcción para San Agustín y el Castillo de San Marcos. 
El dramaturgo ganador del premio Pulitzer Paul Green fue el encargado de escribir una obra que se realizó en el anfiteatro.